# Visa
En visa är en strofisk dikt, ofta med enkelt språk, som är avsedd att framföras till en melodi, utan eller med enkelt ackompanjemang. Visor finns som en del i nästan alla kulturers folkmusik, och i Sverige har det funnits en rik tradition av visor även i populärmusiken – vispop. Visor framförs oftast av trubadurer eller som allsång. Även om musikformen är vanligt förekommande i andra kulturer har dock det svenska begreppet en mer specifik och begränsande betydelse.

## Visan som musikstil
Med visa avses, i svensk kultur, främst ett stycke musik vars tyngdpunkt ligger i den svenska rimmande texten som också frambär melodin. Visans melodi och text kan förmedla den grundläggande känslan, styrkan och poängen lika tydligt oavsett instrumentering, arrangemang och röstkvalitet. Visserligen kan en typisk visa mycket väl framföras med vitt skilda instrumenteringar och arrangemang, som är typiska för andra genrer (till exempel jazz, pop, eller klassisk musik) men visan förblir ändå en visa, för tillfället iförd i jazzig, poppig eller klassisk dräkt. Anledningen till att svenskspråkig text här anges som ett kriterium är att begreppet "visa" inte får samma tydligt begränsade innebörd på de flesta andra språk. Dock ligger de skandinaviska ländernas uppfattning om vad som kännetecknar en visa mycket nära varandra.
Visan har oftast dramatisk, lyrisk eller episk text. Med dramatisk avses text som utvecklar en historia i berättande händelseföljd och som leder till en tydlig slutpoäng. Exempel på detta är "Motorcykelvisan" (Skånska Lasse) eller "Incestvisan" (Cornelis Vreeswijk) vilka, liksom många andra exempel i denna genre, har inslag av humor. Lyrisk text beskriver ett konstant känslotillstånd eller budskap som är oförändrat genom alla verser vars ordningsföljd inte är väsentlig för budskapet. Exempel: "Fjäriln vingad" (Carl Michael Bellman) och "Om du lämnade mig nu" (Lars Winnerbäck). Episk text förmedlar en historia i kronologisk ordning, men utan tydligt slut eller upplösning, så att sinnesstämningen förblir densamma i början som på slutet – om än i många fall förstärkt. Ett exempel på detta är "Titanic" (Mikael Wiehe) och "Hundar, ungar och hembryggt äppelvin" (Alf Robertsson). 
Visors texter kan antingen ha ett "berättar-jag" eller helt anonymt beskriva någon eller något. Många svenska vissångare använder dessutom ett fast persongalleri som återkommer i olika visor. Som i alla andra konstformer och genrer finns även bland visor undantag som inte uppfyller alla kriterier, men som ändå uppfattas som en visa då de ligger närmare visgenren än andra musikgenrer. 
I de fall en visa framförs instrumentalt bör den snarare kallas för en melodi.
Engelskans "folksong" har en snävare betydelse och tenderar ofta till att exkludera nyskrivna "visor". Engelskans "singer-song-writer" är ej heller liktydigt med svenskans vissångare, utan inrymmer ett bredare spektra av musikstilar som framförs av kompositörerna själv, till ett akustiskt instrument som gitarr eller piano (dock oftast stödd av fler instrument). Men den vokala sången förmedlar här inte nödvändigtvis huvudmelodin, och i de fallen kan inte musikstyckets grundläggande essenser bibehållas utan ackompanjemang.
Ordet "trubadur" var i svenskt språkbruk länge synonymt med en vissångare, men sedan 20–30 år tillbaka så används det lika gärna om den som sjunger engelskspråkig pop- och rockmusik, ackompanjerad av eget instrument som används mer rytmiskt än vad vissångaren vanligen gör. Till skillnad från vissångaren så brukar dessutom trubaduren, i dess moderna mening, sträva efter att komma så nära originalartistens version, uttryck och rytmik det är möjligt med sitt enda instrument.

## Visans historiska utveckling
Historiskt har visan funnits åtminstone sedan Sapfos tid, då visorna framfördes till lyra. Under 1900-talet har visorna förlorat mycket mark mot annan populärmusik som popen och rockmusiken.